# 玄中記
《玄中记》，又名《郭氏玄中记》、《元中记》、《玄中要记》，志怪小说集。舊題晋郭璞撰。
《玄中记》内容包罗万象，主要為神话故事，包括伏羲、女娲、颛顼、刑天、狗封、丈夫、扶伏、化民等；另有山川动植物记载，如具区泽、黄池穴、沃焦山、炎火山等，提到《昆仑蛇山》，稱其山“周回三万里，巨蛇绕之三周”；另外是關於精怪的记载，如树精、鼠精、蝙蝠精、蟾蜍精、山精，其中提到姑获鸟，首見於《玄中记》，传说由难产而死的女子所化。叶德辉《辑郭氏玄中记序》称其“恢奇瑰丽，仿佛《山海》、《十洲》诸书”。然《玄中记》內容片斷，大都缺乏故事性。
《玄中记》久佚，历代史志皆不见载，始见著录於北宋《太平御览·经史图书纲目》。清人避康熙帝讳改名《元中记》。历代有各種辑本，有元代陶宗仪《说郛》、清代茆泮林《十种古逸书》、黄奭《汉学堂丛书》、馬國翰《玉函山房辑佚书》本等，又以叶德辉《观古堂丛书本》辑六十八条，以及鲁迅《古小说钩沉》輯七十一则，最为完备，但仍存在漏收與誤收的質疑。道教典籍中另一部尹氏《玄中记》，二者同名，不能排除輯佚過程中互摻的可能性。